# Gábor Hárspataki
Gábor Hárspataki (27 de fevereiro de 1996) é um carateca húngaro, medalhista olímpico.

## Carreira
Hárspataki conquistou a medalha de bronze nos Jogos Olímpicos de Verão de 2020 em Tóquio, após confronto na semifinal contra o azeri Rafael Aghayev na modalidade kumite masculina até 75 kg. Em 2019, ele ganhou uma das medalhas de bronze nos Jogos Europeus de 2019.